# サラリーマン (オレたちひょうきん族)
サラリーマンは、フジテレビジョンのバラエティ番組『オレたちひょうきん族』で明石家さんまが演じていたキャラクター。

## 概要
- さんまが演じた敵キャラクター。電球のついたマントで体を覆って登場、スーツに身を固め「一千光年の宇宙から派遣された悪の使者…」とするが、商事会社（高卒、給料手取り187,700円、毎日2時間残業）に勤める無難な人。メガネとスーツが特徴の普通のサラリーマンで「フフフ」と不適な笑みを浮かべながら名刺を差し出す技を持ち、よく名刺交換をする。
- 変身パターンは、ナンデスカマン同様、コント中に突然たけしの愛人ネタに移行し、さんまの「帰ってよ」の後、たけしが首を絞めつつ正体を見破り、さんまが高笑いと共に変身する、というものだった。
- 金持ちのタケちゃんマン7を恨んでおり（例えば、ボーナスが出た事を自慢するがタケちゃんマンのギャラは袋が縦に立つほど貰っていた等）、酔っぱらった勢いでタケちゃんマン7にからむのが得意技。
- 後にてこ入れとして登場3週目には、スクーター（黄色のホンダ・フラッシュ）に乗ったサラリーマンライダーにパワーアップした。
- ビートたけしは「出世する事と家を買う事を諦めたサラリーマン程、やっかいな者はいない。怖い物知らずだから、無茶できる」と発言していて、これがモチーフになったと思われる。さんま自身もビッグ3のトークの中で「フジテレビの社員で出世を諦めたサラリーマンほど怖い存在はない」と語っている。スタッフや出演者からの内輪受けはよかったが、メイン視聴者となった子供からの評判が悪かったため、一ヶ月で姿を消した。当時のスタッフは番組で強く印象が残った場面のひとつとして、このサラリーマンがらみの場面をあげている。タケちゃんマン7が「何だお前、普通の人じゃないか」と絡んだのに対し、サラリーマンが「普通の人が一番怖いんだ」と返した、というもので、そのスタッフはサラリーマンの台詞に、さんまの「鋭さ」を感じた、としている。たけしも、2012年の27時間テレビにおいて、さんまの口からこのキャラクターに関する話題が出た瞬間に大笑いし、「あの時代にあれは凄かった。何のメイクもなく、頭にネクタイかなんか巻いて『サラリーマンだ!』ってのは」と発言している。
- さんまによれば、キャラクター作りに気合いを入れ、演じていてノリが良かったが、当時の『ひょうきん族』は当初の20～35歳の男性層（さんまや紳助がこの層を狙ってこの番組を作っていったと話している）だけでなく、幼年層にまで視聴者層が広がっていたので、子供らにとって地味なキャラクターは支持を得られずに短命に終わり、最終回スペシャルも出演はなかった（最後に登場した回は、通常回では社長に上り詰めたが会社が倒産、スペシャルでは満員電車に圧し潰され死亡[1]したというオチ）。なお、スタッフからは「（視聴者からは）絶対にウケない」と言うお墨付きをもらっていたらしい。
- たけしは、さんまが演じたキャラクターの中でこれが一番好きだったと語っており、ひょうきん族マニアの甲斐よしひろもこのキャラクターをイチオシ（『たけし・さんまの有名人の集まる店』のゲスト出演の際に語っている）。島田紳助も、『ひょうきん族』の最終回の一回前で番組の名場面を振り返る企画において、「これはポイントが高い」と評価し、DVDでは最終巻の特典映像になるなど、通好みのキャラだった。出演者にとっても印象が強いキャラクターであり、2012年の『27時間テレビ』において、さんま自身が「タケちゃんマンVSブラックデビルのシリーズで、唯一タケちゃんマンに勝ったキャラクター」と発言している（ただし、アミダばばあもタケちゃんマンロボを打ち破っているため、この発言は適切ではない）。

## その後
- さんまにとっても印象的なキャラクターだったらしく、『さんまのSUPERからくりTV』で、さんまが松岡修造とのテニス対決に負けた罰ゲーム「サラリーマンかくし芸コンテスト」で、「サラリーマンだからこれで行こう」とこのキャラクターで出ようとしたが、ロケ地が真冬の新宿、当時の形にこだわりすぎてトレンチコートを用意しなかったために寒さに耐えられず、敢え無く断念した。『たけし・さんまの有名人の集まる店』でもサラリーマンを演じ、「『レインボーブリッジ』とかけまして…もうかかっとるわ」というなぞかけにみせた大ボケに鬼瓦権造をズッコケさせ、2008年の27時間テレビでは、テレビ情報誌などでは言及されなかったものの、短縮鉄道の夜コーナーで「短縮鉄道の夜はサラリーマンが出てくるからこれで」と満を持して登場し、その際に『はねるのトびら』出演者の西野亮廣からは「もっと派手なキャラクターにしてください！」と言われたが、塚地武雅は「鮮明に覚えている」とコメントした。さんまは1984年当時より月収が上がったことにも言及していた。